# Formica kupyanskayae
Formica kupyanskayae är en myrart som beskrevs av Bolton 1995. Formica kupyanskayae ingår i släktet Formica och familjen myror. Inga underarter finns listade i Catalogue of Life.